# Roy Stuart
Roy Stuart (New York, ...) è un fotografo e regista statunitense, che vive a Parigi.
Una delle caratteristiche di questo fotografo è la realizzazione di fotografie a cavallo fra fotografia glamour e pornografia con un forte accento sulle modelle e sul BDSM.

Ha diretto due film erotici, Giulia (episodio del film Corti circuiti erotici) e The Lost Door. Ha inoltre scritto alcuni libri, pubblicati dalla casa editrice Taschen.

## Libri pubblicati
- Roy Stuart, Volume 1 - Taschen - ISBN 3-8228-2912-9
- Roy Stuart, Volume 2 - Taschen - ISBN 3-8228-2929-3
- Roy Stuart III - Taschen - ISBN 3-8228-3584-6
- Roy Stuart. The Fourth Body - Taschen - ISBN 3-8228-2557-3
- Roy Stuart, Vol. 5 — Taschen — ISBN 978-3-8228-4501-1
- Roy Stuart. Embrace your fantasies/Power play. - a cura di Dian Hanson - Tashen - ISBN 978-3836571692
- Roy Stuart. Embrace your fantasies/getting off. The leg show photos. - a cura di Dian Hanson - Tashen - ISBN 978-3836576826